# Томпсон Фолс (Монтана)
Томпсон Фолс (енгл. Thompson Falls) град је у америчкој савезној држави Монтана.

## Демографија
По попису из 2010. године број становника је 1.313, што је 8 (-0,6%) становника мање него 2000. године.
| Група             | 2000.         | 2010.         |
| Белци             | 1.270 (96,1%) | 1.235 (94,1%) |
| Афроамериканци    | 3 (0,2%)      | 3 (0,2%)      |
| Азијати           | 2 (0,2%)      | 7 (0,5%)      |
| Хиспаноамериканци | 13 (1,0%)     | 21 (1,6%)     |
| Укупно            | 1.321         | 1.313         |